# Еріх Радемахер
Еріх Радемахер (нім. Erich Rademacher, 9 червня 1901 — 3 квітня 1979) — німецький плавець і ватерполіст.
Олімпійський чемпіон 1928 року, призер 1932 року.
Чемпіон Європи з водних видів спорту 1926, 1927 років.